# Peregrinus von Ratibor

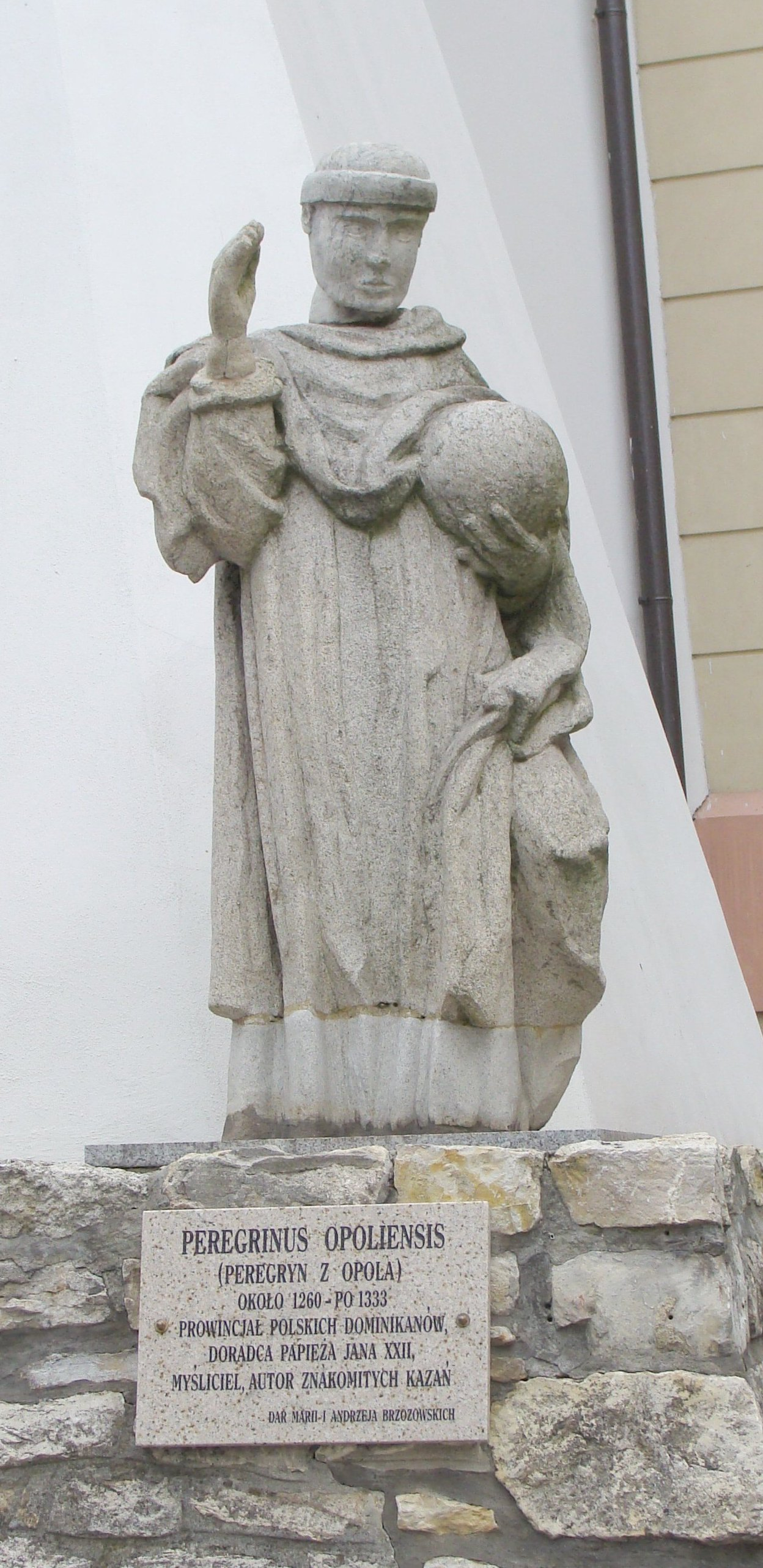
Statue Peregrins am Rektoratsgebäude der Universität Oppeln

Peregrinus von Ratibor (auch Peregrinus von Oppeln; Vorname auch Pilgrim; lateinisch Peregrinus Rathiboriensis, auch Peregrinus Opoliensis; polnisch Peregryn z Opola; * um 1260; † nach 1333) war ein schlesischer Dominikaner und Provinzial der polnischen Ordensprovinz. Durch seine Predigtsammlungen erwarb er Bekanntheit als Homiletiker.

## Leben
Es ist nicht bekannt, wann und wo Peregrinus geboren wurde. Erstmals belegt ist er für das Jahr 1303 als Prior des Dominikanerklosters St. Jakob in Ratibor, wo er auch Beichtvater des Herzogs Primislaus war und später geistlicher Berater von dessen Tochter Euphemia. 1305 war er Prior am Breslauer Kloster St. Adalbert. Von 1305 bis 1312 und von 1322 bis 1327 war er Provinzial der polnischen Ordensprovinz, zu der neben Schlesien auch Böhmen und Mähren gehörten. 1307 war er vermutlich an der Gründung des Oppelner Dominikanerklosters beteiligt. Für das Jahr 1318 ist er als Inquisitor der Bistümer Breslau und Krakau belegt.
Seine Beinamen von Ratibor, von Breslau und von Oppeln leiten sich von den in diesen Orten bekleideten Positionen ab.

## Werke
Sein homilitisches Werk
- Sermones de tempore et de sanctis[1]

entstand vermutlich vor 1300 im Dominikanerkloster in Ratibor. Es umfasst 65 Predigten «die tempore» und 63 Predigten «de sanctis». Sie erlangten rasch an Bedeutung und wurden als Voll- und Teilabschriften über die regionalen Grenzen hinaus bekannt und verbreitet. Übersetzungen der lateinischen Abschriften erfolgten auch ins Polnische und Tschechische. Erhalten haben sich etwa 350 Handschriften, die in den meisten wissenschaftlichen Bibliotheken verzeichnet sind. Frühe Drucke entstanden u. a. in Ulm (1474 und 1479), in Straßburg (1484 und 1493), in Breslau (1501) und in Köln (1505).